# Margaret Bradshaw
Pour les articles homonymes, voir Bradshaw.
Margaret Ann Bradshaw (née Cresswell en 1941) est une géologue néo-zélandaise d'origine britannique et membre du personnel à la retraite de l'Université de Canterbury. Elle est considérée comme une pionnière et un modèle féminin influent dans la recherche en Antarctique.

## Formation
Née Margaret Ann Cresswell à Nottingham, Angleterre, le 31 décembre 1941, elle a épousé John Dudley Bradshaw à Nottingham en 1963, et ils ont déménagé à Christchurch, Nouvelle-Zélande, en 1966. Margaret Bradshaw y a commencé ses travaux sur la paléontologie des invertébrés du Dévonien, intégrant progressivement l'Antarctique dans ses recherches. Elle est devenue citoyenne néo-zélandaise naturalisée en 1980.

## Recherche et carrière
Margartet Bradshaw a concentré ses recherches sur la structure et la stratigraphie des roches dévoniennes en Nouvelle-Zélande et en Antarctique. Plus précisément, elle a travaillé sur le développement et la relation des terrains paléozoïques en Nouvelle-Zélande, ainsi que sur la paléobiogéographie des bivalves du Dévonien et la paléontologie et l'importance environnementale des fossiles de traces paléozoïques en Nouvelle-Zélande, en Antarctique et en Australie.
Conservatrice de géologie au Canterbury Museum pendant 17 ans,, ses premiers voyages en Antarctique consistaient à collecter des fossiles et des roches pour l'exposition antarctique. Son premier voyage en Antarctique a eu lieu de 1975 à 1976 pour collecter des spécimens pour l'Antarctique Hall du musée. Elle a été la première femme à diriger une équipe de terrain en Antarctique au cours de sa saison de terrain de 1979 à 1980 dans la chaîne éloignée de l'Ohio et la première à découvrir de nouveaux fossiles de poissons dans les montagnes Cook dans sa campagne de terrain de 1988 à 1989.
Présidente de la New Zealand Antarctic Society pendant 10 ans jusqu'en 2003, elle est aussi membre de l'Association des paléontologues australiens.

## Prix, distinctions et hommages
Margaret Bradshaw est la deuxième femme à remporter la médaille polaire de la Reine et la première femme néo-zélandaise à recevoir cette médaille, en 1993,. Elle a reçu en 1994 la RSNZ Science & Technology Medal, décernée par la Société royale de Nouvelle-Zélande. Elle est membre à vie de la Société antarctique de Nouvelle-Zélande, nommée en 2006. En 2017, elle a été sélectionnée comme l'une des « 150 femmes en 150 mots » de  la Société royale de Nouvelle-Zélande, célébrant les contributions des femmes au savoir en Nouvelle-Zélande.
Bradshaw Peak (en), situé sur le côté sud-ouest du glacier McLay (en) en Antarctique, est nommé en son honneur.

## Publications (sélection)
- (en) Margaret A. Bradshaw, « Paleoenvironmental interpretations and systematics of Devonian trace fossils from the Taylor Group (lower Beacon Supergroup), Antarctica », New Zealand Journal of Geology and Geophysics, Taylor & Francis, vol. 24, nos 5-6,‎ septembre 1981, p. 615-652 (ISSN 0028-8306 et 1175-8791, DOI 10.1080/00288306.1981.10421537).
- (en) Margaret A. Bradshaw, « The Taylor Group (Beacon Supergroup): the Devonian sediments of Antarctica », Geological Society Special Publication, Société géologique de Londres, vol. 381, no 1,‎ 2013, p. 67-97 (ISSN 0305-8719 et 2041-4927, DOI 10.1144/SP381.23).
- (en) Margaret A. Bradshaw, « Devonian Trace Fossils of the Horlick Formation, Ohio Range, Antarctica: Systematic Description and Palaeoenvironmental Interpretation », Ichnos, Taylor & Francis, vol. 17, no 2,‎ 28 mai 2010, p. 58-114 (ISSN 1042-0940 et 1563-5236, DOI 10.1080/10420941003659329).